# Trần Văn Thời
Trần Văn Thời (1902 – 1942) là một nhà cách mạng Việt Nam, một trong những chỉ huy của cuộc khởi nghĩa Nam Kỳ.

## Thân thế
Trần Văn Thời sinh tại ấp Doi Vàm, làng Phong Lạc (xã Phong Lạc), quận Cà Mau, tỉnh Bạc Liêu (nay là ấp Giao Vàm, xã Lợi An, huyện Trần Văn Thời, tỉnh Cà Mau), trong một gia đình nông dân.
Trần Văn Thời là con thứ ba trong gia đình mười anh em, nên ông còn có tên là Ba Thời. Song thân là ông Trần Văn Hưng (thường gọi là Tám Hưng do là con thứ tám) và bà Ngô Thị Hưỡn, một gia đình trung nông có nề nếp, lại có chút ít thân thế trong xã hội lúc bấy giờ. Ông có kết hôn và có hai người con nhưng đều chết trước và sau cách mạng tháng tám năm 1945. Nhà ông tại Lung Lá Nhà thể, thuộc ấp Trần Độ, xã Thạnh Phú, huyện Cái Nước, tỉnh Cà Mau.

## Sự nghiệp
Năm 1936, Trần Văn Thời tham gia hoạt động trong phong trào đấu tranh cách mạng tại Việt Nam. Tháng 7 năm 1937, gia nhập ông Đảng Cộng sản Đông Dương, hoạt động ở vùng Cà Mau, Cái Nước.
Tháng 5 năm 1940, ông được bầu làm Bí thư Tỉnh ủy Bạc Liêu, được xứ ủy Nam Kỳ chỉ định vào Liên Tỉnh ủy Hậu Giang. Chính quyền thực dân biết Trần Văn Thời là một cán bộ lãnh đạo nên truy lùng, nhưng nhiều lần đều bất thành. Cuối năm, khởi nghĩa Nam Kỳ bùng nổ, Trần Văn Thời phụ trách Ban chỉ huy quân sự tỉnh cùng Tỉnh ủy Bạc Liêu chỉ đạo khởi nghĩa ở đảo Hòn Khoai. Khởi nghĩa thất bại, Trần Văn Thời tập hợp lực lượng vào rừng U Minh để tránh khủng bố, xây dựng căn cứ, lập xưởng sản xuất vũ khí.
Năm 1941, ông về xây dựng lực lượng ở tỉnh Châu Đốc theo điều động của cấp trên, dùng tên giả Nguyễn Văn Chất. Đêm ngày 3 tháng 5 năm 1941, Trần Văn Thời bị Chính quyền Pháp bắt và tra tấn nhưng ông quyết bảo vệ tổ chức. Chính quyền Pháp đã kết án Trần Văn Thời 10 năm tù cấm cố và 15 năm biệt xứ, đày ra Côn Đảo.
Ngày 4 tháng 5 năm 1942, Trần Văn Thời mất tại nhà tù Côn Đảo.

## Vinh danh
Trần Văn Thời được công nhận là liệt sĩ và được xây dựng tượng đài tại thành phố Cà Mau, đồng thời xây một nhà lưu niệm đồng chí tại Lung Lá Nhà Thể. Năm 1948, Tỉnh ủy và Ủy ban kháng chiến hành chánh tỉnh Bạc Liêu đã lấy tên ông đặt cho một huyện mới ở U Minh là huyện Trần Văn Thời.
Tên của ông còn được đặt cho một số con đường ở thành phố Bạc Liêu, thành phố Cà Mau và một số trường học ở huyện Trần Văn Thời. Năm 2011, ông được truy tặng danh hiệu Anh hùng Lực lượng vũ trang nhân dân.